# Mary Akrami
Mary Akrami är en människorättsaktivist från Afghanistan. 
Akrami startade ett slags lokala byråd Shuras för att stötta samtal om fred och demokrati, där även kvinnor inkluderades, det blev i många delar av Afghanistan det enda forum kvinnor hade att komma till tals. Hon ledde Afghan Women Skills Development Center (AWSDC) som etablerade en tillflyktsort för utsatta kvinnor i Kabul, 2003. Genom denna verksamhet erbjöds stöd i form av husrum, psykologiskt och socialt stöd samt utbildning. 
Akrami var engagerad i fredssamtalen 2010 och 2011 i Afghanistan och lyfte fram betydelsen av att kvinnor inkluderades i detta. Hon är även en alumn från New York University där hon varit en del av deras Human Rights Advocacy Fellowship.  
Akrami tilldelades International Women of Courage Award 2007 och hamnade på BBC:s 100-lista över världens mest inflytelserika kvinnor år 2016.